# Provinciale weg 204
De provinciale weg 204 (N204) is een weg in de provincie Utrecht die loopt vanaf de N210 ten noorden van Lopik. De weg loopt langs Montfoort waar de Waardsebrug de Hollandse IJssel overspant en gaat dan verder naar Linschoten. Vervolgens is er een toerit naar de A12 en eindigt de weg in de bebouwde kom van Woerden.
De N204 heeft een lengte van 10,8 km. De weg heet tussen de N210 en de aansluiting met de A12 M.A. Reinaldaweg, naar Marius Antoon Reinalda. Tussen de aansluiting met de A12 en de bebouwde kom van Woerden heet de weg Europabaan.

## Bezienswaardigheden
Langs de weg bevinden zich diverse bezienswaardigheden:
- Monumentale boerderij Engherweide
- Hollandse IJssel
- Landgoed Linschoten (inclusief Huis te Linschoten)

N23 · N194 · N196 · N197 · N198 · N199 · N200 · N201 · N202 · N203 · N204 · N205 · N206 · N207 · N208 · N209 · N210 · N211 · N212 · N213 · N214 · N215 · N216 · N217 · N218 · N219 · N220 · N221 · N222 · N223 · N224 · N225 · N226 · N227 · N228 · N229 · N230 · N231 · N232 · N233 · N234 · N235 · N236 · N237 · N238 · N239 · N240 · N241 · N242 · N243 · N244 · N245 · N246 · N247 · N248 · N249 · N250 · N307

N401 · N402 · N403 · N404 · N405 · N406 · N407 · N408 · N409 · N410 · N411 · N412 · N413 · N414 · N415 · N416 · N417 · N418 · N419 · N420 · N421 · N439 · N440 · N441 · N442 · N443 · N444 · N445 · N446 · N447 · N448 · N449 · N450 · N451 · N452 · N453 · N454 · N455 · N456 · N457 · N458 · N459 · N460 · N461 · N462 · N463 · N464 · N465 · N466 · N467 · N468 · N469 · N470 · N471 · N472 · N473 · N474 · N475 · N476 · N477 · N478 · N479 · N480 · N481 · N482 · N483 · N484 · N487 · N488 · N489 · N490 · N491 · N492 · N493 · N494 · N495 · N496 · N497 · N498 · N501 · N502 · N503 · N504 · N505 · N505 (Andijk) · N506 · N507 · N508 · N509 · N510 · N511 · N512 · N513 · N514 · N515 · N516 · N517 · N518 · N519 · N520 · N521 · N522 · N523 · N524 · N525 · N526 · N527 · N806 · N830 · N848

Cursief vermelde wegen zijn voormalige Provinciale wegen